# Arti marziali giapponesi

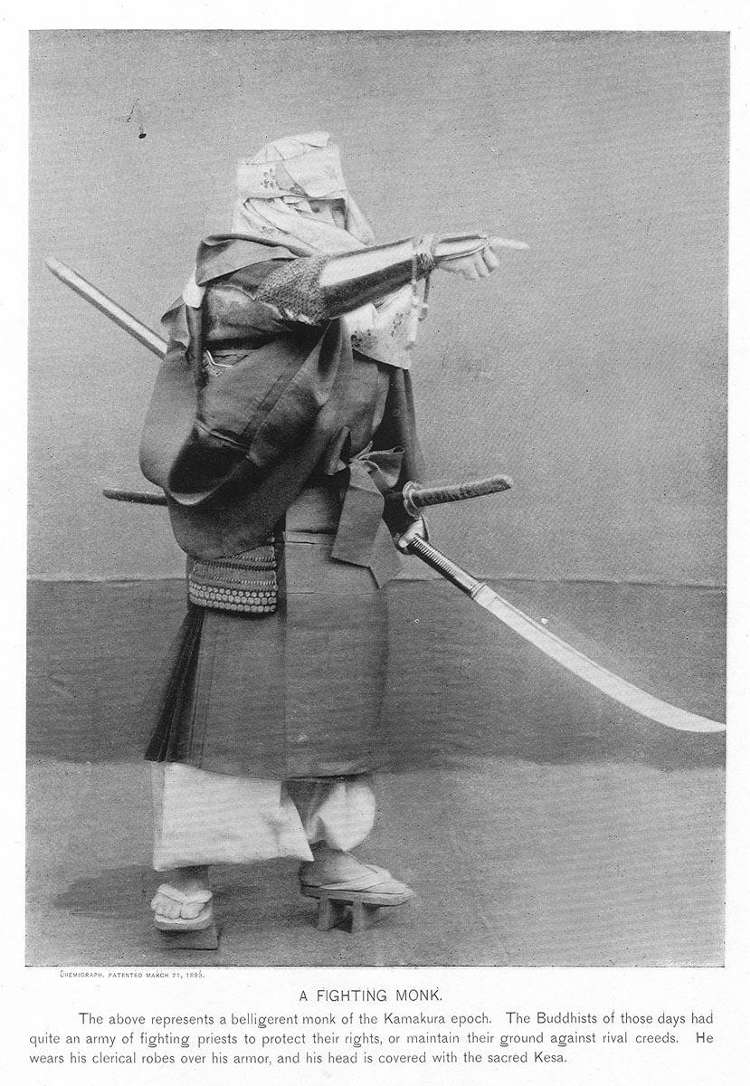
Una foto del tardo XIX secolo che ritrae un monaco guerriero di montagna giapponese (yamabushi) completamente vestito ed equipaggiato, armato di lancia (naginata) e spada curva (tachi).

La locuzione arti marziali giapponesi si riferisce all'enorme varietà di arti marziali sviluppatesi in Giappone. Nella lingua giapponese vi sono almeno tre termini che vengono usati indifferentemente per definirle nella loro totalità: "budō" (武道?) o "via marziale", "bujutsu" (武術?), sommariamente traducibile come "arte della guerra", e "bugei" (武芸?), ossia "arte marziale". Il termine "budō" è relativamente recente, e viene usato per identificare la pratica delle arti marziali concepite come regola di vita, racchiudendo così le dimensioni fisica, spirituale e morale nell'ottica di un miglioramento, di una realizzazione o di una crescita personale. Gli altri termini, "bujutsu" e "bugei" hanno definizioni più limitate, almeno da un punto di vista storico: per esempio, bujutsu si riferisce specificamente all'applicazione pratica delle tecniche e tattiche marziali in un combattimento reale.

## Storia
L'origine delle arti marziali giapponesi può ritrovarsi nella tradizione guerriera dei samurai e del sistema di caste che limitava l'uso delle armi ai membri delle classi guerriere, vietandone l'uso alla maggioranza della popolazione. Originariamente, si richiedeva e ci si aspettava che i samurai fossero perfettamente in grado di usare diversi tipi di armi e di combattere disarmati, sviluppando così l'assoluta maestria nelle capacità di combattimento che sarebbero servite loro per glorificare se stessi o il loro signore. Nel tempo, questo scopo fu alla base della filosofia che persegue una consapevolezza spirituale attraverso il perfezionamento delle proprie qualità marziali.

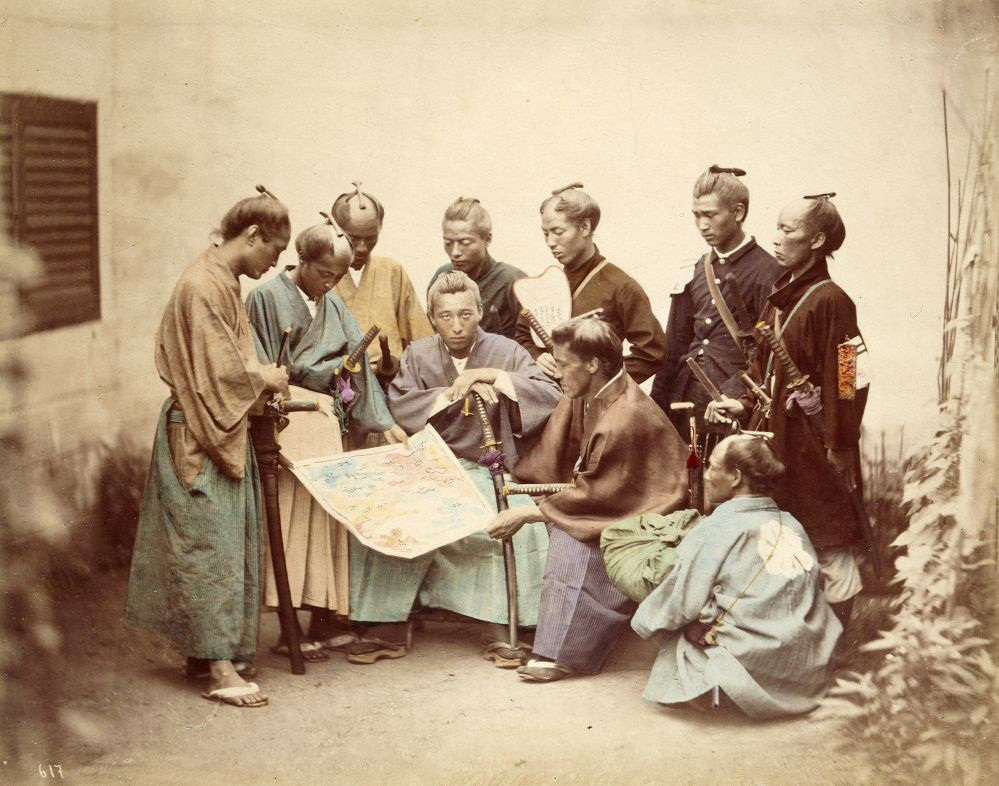
Samurai del clan Chosyu, fine XIX secolo.

In molte culture lo sviluppo delle tecniche di combattimento si è intrecciata con lo sviluppo degli strumenti atti a eseguire tali tecniche. In un mondo caratterizzato da una rapida evoluzione tecnologica di questi strumenti, si è sempre palesata la necessità di reinventare e adattare con continuità tali pratiche. La storia del Giappone, in questo contesto, è per certi versi unica per via del suo relativo isolamento. Comparate col resto del mondo, le armi che in Giappone venivano utilizzate evolsero più lentamente, e si pensa che questa circostanza abbia consentito alla classe guerriera di studiare le loro armi meglio e più a fondo di altre culture. Ciononostante, l'insegnamento e la pratica di queste arti marziali evolse significativamente, sia durante le grandi battaglie dell'epoca Sengoku, sia durante i lunghi periodi di pace interna che seguirono e infine nell'epoca moderna e contemporanea.
Le arti marziali originate o sviluppatesi in Giappone sono straordinariamente diverse, con grandi differenze negli apparati di insegnamento, nelle filosofie che ne hanno guidato la diffusione, nei metodi che contraddistinguono le migliaia di scuole e stili. Ciò detto, esse si dividono generalmente tra le arti di koryū e di gendai budō a seconda che se ne abbia traccia rispettivamente prima o dopo del Rinnovamento Meiji. Poiché molte arti di gendai budō e di koryū spesso sono evoluzione le une delle altre, è facile vedere parallelismi tra arti marziali da una parte e dall'altra di questa divisione.
Vi è qui un elenco delle principali arti marziali giapponesi.

## Senza armi
- Daitō-Ryū Aikijūjutsu
- Chikarakurabe
- Chogusoku
- Daido Juku
- Genkotsu
- Gusoku
- Hakushi
- Jūdō
- Jujutsu
- Jūtaijutsu
- Karate
- Kenpō (differisce da quello cinese)
- Kiaijutsu
- Kick boxing
- Kogusoku
- Koshi-no-mawari
- Koshi-no-wakari
- Kumiuchi
- Morrojutsu
- Okinawa-te
- Roikumiuchi
- Shobaku
- Shooto
- Shoot boxing
- Shorinji Kempo
- Sumai
- Sumo
- Taido
- Taidojutsu
- Te
- Tōde
- Torite
- Zendokai
- Wajutsu
- Yawara
- Yoseikan budo

## Con le armi

### Tutte le armi tradizionali
- Kobudo
- Yoseikan budo (che comprende anche tecniche a mani nude ed è quindi una delle arti marziali più complete di tutte)

### Aikido
- Aikidō

### Arco
- Kyūjutsu
- Kyūdō

### Bastone
- Jōdō
- Jōjutsu

### Lancia
- Sōjutsu
- Yarijutsu
- Naginatajutsu (Atarashii Naginata)
- Sodgaramijutsu
- Sasumatajutsu

### Spada
- Iaidō
- Iaijutsu
- Kendō
- Kenjutsu
- Tantōjutsu
- Tojutsu

### Armi da fuoco
- Hōjutsu

### Equitazione
- Bajutsu
- Jobajutsu
- Suibajutsu

### Nuoto
- Suijutsu (o Suieijutsu)

### Arte del ventaglio
- Tessenjutsu (tessen)

### Arte del bastone
- Jojutsu (bo)
- Jodo
- Tetsubojutsu

### Arte del jitte
- Jittejutsu

### Arti occulte
- Ninjutsu
- Toiri-no-jutsu
- Shinobijutsu
- Chikairi-no-jutsu
- Shurikenjutsu
- Yubijutsu
- Koppo
- Fukihari
- Suijohokojutsu